# Є Цінжун
Є Цінжун (кит. трад.: 葉清榮; ютпхін: Yè Qīngróng, нар. 1916, Шанхай — пом. 1994, Малайзія) — китайський та малайський футболіст, який грав на позиції нападника. Він став першим жителем Малайзії, який взяв участь в Олімпійських іграх.

## Біографія
На клубному рівні Є Цінжун представляв малайзійський клуб «Пінанг», тривалий час був капітаном клубу, тричі вигравав з командою Кубок Малайзії: у 1953, 1954 и 1958 роках. У складі збірної Китаю брав участь у літніх Олімпійських іграх 1948 року, на яких китайська збірна вже в першому раунді поступилася збірній Туреччини з рахунком 0-4.